# 美国犹太人与中餐馆
美国犹太人自20世纪起经常赴中餐馆就餐，这在纽约犹太人中尤为常见。与欧洲饮食相比，含乳制品相对较少的中餐是一种更容易被犹太人接受的“非洁食”。除此之外，早年犹太裔和华裔移民在纽约市比邻而居，加之对1930年代德国和意大利反犹太政权的担扰，都促进了美国犹太人对中餐馆的亲睐。
美国犹太人圣诞节去中餐馆用餐的习惯是影视作品中常描绘的一种刻板印象。不过这一传统确有现实依据，起因可能是由于圣诞节当天没有其他餐馆开门营业。

## 历史背景
圣诞节期间犹太人前往中餐馆就餐的现象有着详实的记录。犹太教拉比约书亚·埃利·普劳特（Joshua Eli Plaut）所著《圣诞节洁食：庆祝犹太人的季节》（Kosher Christmas: 'Tis the Season to Be Jewish）一书第三章《我们在圣诞节吃中餐》（We Eat Chinese Food on Christmas）是关于这个主题最为流行的论述。
犹太人吃中餐的起源可以追溯到19世纪末的曼哈顿下东区，当时犹太裔与华裔都在此地居往。1910年时有近百万东欧犹太人居住在纽约，占据整个城市四分之一以上的人口。1899年出版的《美国希伯来》（The American Hebrew）周刊首次提及犹太人吃中餐的习俗。该杂志批评犹太人在非洁食餐馆吃饭，特别点名批评犹太人吃中餐的行为。不过这并没有改变犹太人在中餐馆用餐的习惯。
根据1936年的一份报道，当时下东区犹太人口稠密的社区有18家中餐馆开业。相对于当时盛行的意大利或德国餐馆，犹太人在中餐馆里感到更为自在。
约书亚·普劳特认为犹太人在圣诞节吃中餐的起源至少可以追溯到1935年，当时《纽约时报》报道了一位名叫Eng Shee Chuck的中餐馆老板在圣诞节当天将中式炒面送给了位于纽瓦克的犹太儿童之家。普劳特还提到，“多年来，美国各地的犹太家庭和友人在平安夜和圣诞节在当地中餐馆聚会、闲聊，加强社交和家庭的纽带，并参与犹太人在圣诞节期间最喜欢的活动。中餐馆已经成为塑造、重塑和宣示犹太身份的地方。” 

### 中餐对犹太人的吸引力
中餐馆老板不会敌视犹太人，这让犹太人感到安全，而同时他们也被中餐馆的异国情调所吸引。
许多犹太人认为在中餐馆吃饭是对犹太本位主义的挣脱，是对于过分强调犹太文化的一种反思。很多纽约犹太人都认为在非犹太餐馆吃饭更能彰显他们是有品味、文雅的“纽约客”。
在最初的东欧犹太移民之后长大的的几代纽约犹太人更认同世界主义的理想，而食用中餐则成为了其中一个重要的表征。

### 中餐与犹太洁食
中餐为犹太人提供了从严格的犹太洁食到非洁食的过渡，使犹太人能更容易得将非洁食融入他们的饮食之中。中餐非常适合犹太人的口味，因为与美国其他几乎所有菜系不同，传统的中餐烹饪很少使用乳制品。犹太教规不允许饮食中混合肉类与乳制品，因此犹太人通常可以在中餐馆点肉类菜肴而不必担心其中会含有奶酪等乳制品。而像意大利等其他菜系经常会将肉类与奶酪混合在一起。
生活在美国的大多数第一代犹太人始终严格遵守犹太教饮食规定。但许多第二代犹太人虽然仍在家庭中保持洁食习俗，但外出就餐时则变得更加灵活。中餐的特点使这些犹太人能够合理化食用非洁食的这一决定，因为中餐通过切割、剁碎、切末等处理，让猪肉、虾、龙虾等犹太教传统中不可接受的肉类不再呈现其自然状态，使它们更容易被接受。这类肉类处理手法在中国古代文献中称为“割烹”。经过处理的食材与其原始状态完全不同，被犹太人视为“安全的不洁食物”（safe treyf）。例如，猪肉被隐藏包裹在馄饨之中，就与犹太三角馄饨十分类似。
最终，这使得许多美国出生的犹太人完全摒弃了犹太教的饮食规定，认为这些规定不切实际又不合时宜。通过吃中餐来打破犹太教规，年轻一代的犹太人得以表达他们的独立性与世界主义的理念。
此外，在美国的正统犹太社区中，也确实存在完全遵守洁食规范、受到拉比严格监管的中餐馆。